# Induismo in Tanzania

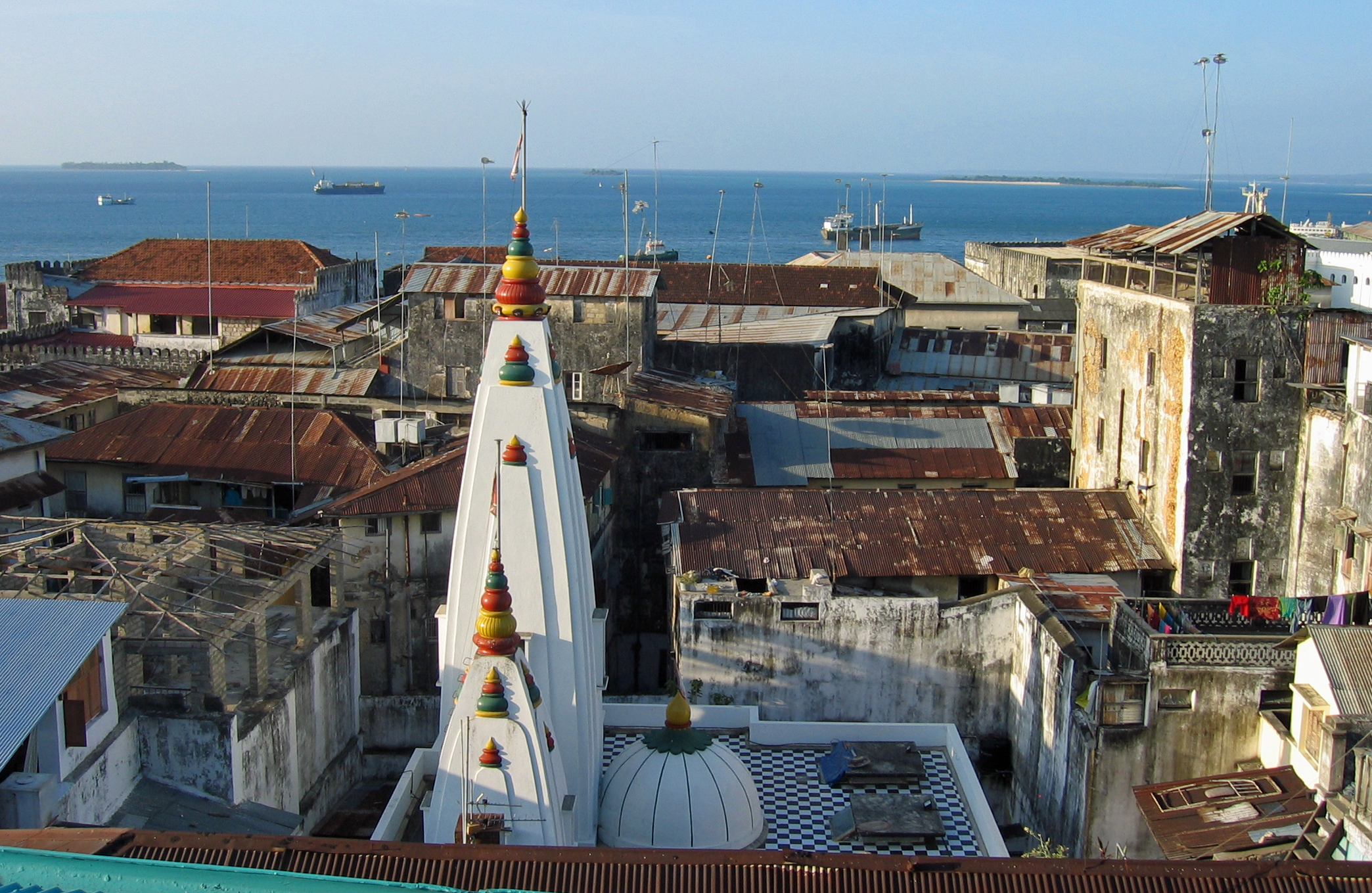
Un mandir a Zanzibar.

La prima prova della presenza stabile dell'induismo in Tanzania risale al primo millennio d.C., quando il fenomeno del commercio tra Africa orientale e subcontinente indiano cominciò a svilupparsi. La maggior parte degli indù presenti nel paese provengono dal Gujarat, dalla regione del Deccan (l'attuale Maharashtra) e dall'impero Tamil dei Chola. L'evidenza archeologica di piccoli insediamenti indù è stata dimostrata a Zanzibar ed in parti della costa abitate dagli Swahili, oltre che nello Zimbabwe e nell'isola di Madagascar.
Il Pew Research Center stima che vi siano stati circa 50.000 indù in Tanzania nel 2010.

## Storia
Menzioni dell'antico rapporto commerciale fra indù dell'India e dell'Africa risale fino ai tempi di Nabonedo, quando Babilonia fu uno dei centri del commercio globale. In epoca antica, gli indù avrebbero commerciato assiduamente, senza mai interferire nel sistema politico locale e tornando poi nella loro patria. Piccoli insediamenti di indù iniziarono a stanziarsi nel I secolo d.C., per lo più sulle isole orientali dell'Africa, lungo la costa e, in alcuni casi, anche nell'entroterra. Alcuni testi indiani antichi si riferiscono a Wanyamwezi, o "gli uomini della Luna", un termine ancora in uso per individuare i nyamwesi (un gruppo bantu) in Tanzania.
Ogni grande esploratore che ha visitato il lato orientale del continente africano ha menzionato la presenza di commercianti indù a Zanzibar, Kilwa, Mombasa, Malindi e lungo la fascia costiera del Mozambico. Il portoghese Vasco da Gama ha conquistato e convinto uno di questi gruppi africani di gujarati indù ad aiutarlo per condurre a buon fine il suo viaggio inaugurale dall'Africa fino all'India. Questa affinità e commercio regolare è stato aiutato dai costanti alisei che soffiano dall'Africa orientale fino alla penisola indiana per una buona parte dell'anno, mentre sono invertiti per un'altra parte dell'anno.
Gli indù erano noti per essere vegetariani e praticanti della nonviolenza, che non hanno mai imposto la propria religione o cultura in Africa. Hanno prosperato offrendo un buon mestiere, prodotti di qualità e prestiti in contanti a Zanzibar e ad altre comunità africana, ma hanno tradizionalmente mantenuto la loro fede, la vita sociale e culturale come una questione privata, personale. Il primo cambiamento importante è avvenuto in Tanzania con l'arrivo dell'islam di marca sciita (specificatamente l'Ismailismo), quando i musulmani e gli arabi dell'Oman hanno cominciato a competere con gli indù indiani iniziando una campagna forzata di conversione religiosa. Il secondo grande cambiamento è venuto con il XVI secolo, con l'arrivo degli imperi coloniali e del cristianesimo.
Durante l'era coloniale, dopo i funzionari europei, gli indù erano il gruppo etnico col più alto successo economico in Tanzania, ma rimasero politicamente e giuridicamente sempre una minoranza ininfluente. Quando l'era coloniale dell'impero britannico si è conclusa, gli indù indiani hanno cominciato a divenire un gruppo preso di mira e perseguitato, tanto che molti emigrarono dalla Tanzania verso l'Europa e l'India.
Una delle più alte montagne - nonché vulcano attivo - si trova vicino ad Arusha, in Tanzania è chiamato "monte Meru" proprio come la montagna omonima presente nella mitologia indù.

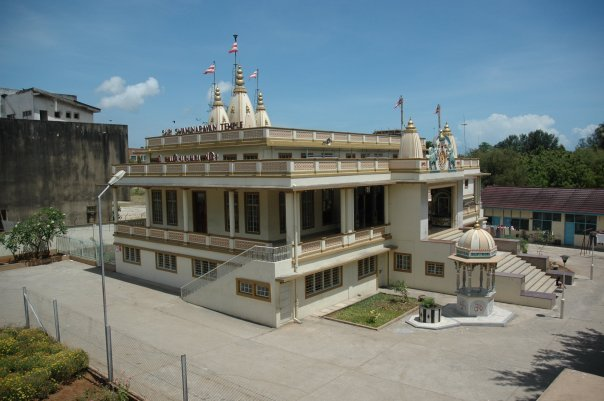
Un complesso templare induista a Dar-es-Salaam.

## Induismo nella moderna Tanzania
L'induismo è una religione di minoranza in Tanzania, praticata da circa 30.000 persone (nel 1996) in terraferma e a Zanzibar. La maggior parte dei professionisti indo-tanzani sono in particolare di ascendenza gujarati.
Ci sono stati circa 50.000 gli indù in Tanzania nel 2010, secondo le stime del Pew Research Center.
Tra le varie tradizioni all'interno dell'induismo, la Swaminarayan proveniente dal Gujarat è un'attiva scuola bhakti esistente sia in Tanzania che in Kenya, rafforzatasi nel corso degli anni '50 del XX secolo, a causa delle sue iniziative di edilizia sociale, culturale e di costruzione templare in tutta l'Africa orientale. Mandir (Templi indù) sono stati stabiliti a Dar-es-Salaam, la maggior parte di loro si trova presso il centro cittadino, il nome della strada in cui si trovano i templi è stato rinominato "Pramukh Swami street". I templi Swaminarayan sono stati costruiti in diverse città oltre che a Dar- es-Salaam, come Zanzibar, Arusha e Moshi. [12] Altre scuole indù con presenza in Tanzania includono lo Yoga e il Vedānta.
I seguaci di Brahma Kumari, Sathya Sai Baba e l'Associazione internazionale per la coscienza di Krishna fanno anch'essi arte della presenza indù in Tanzania.
Diwali e altri festival religiosi-sociali sono osservati dagli indù della Tanzania.
La Tanzania ha templi indù in diverse città e un Consiglio indù per aiutare ad organizzare attività sociali e culturali.